# Фаталист (альбом)
«Фатали́ст» — второй сольный альбом  Ассаи, на тот момент участника группы Krec. Сведением занимался Марат, а соавтор по группе Фьюз поучаствовал в треке «Навсегда».

## Критика
В рамках своего пути Ассаи сделал ещё один большой шаг вперед, модернизировал звук, освежил набор мессаджей, окреп в уверенности своей правоты. В глазах любителей рубленого слога он все тот же автор непонятных метафор. Но вряд ли он хотел другого результата.
 — пишет Руслан Муннибаев на сайте Rap.ru

## Список композиций
1. Полкан — 2:20
2. Монами — 2:36
3. Навсегда — 2:56
4. Безразличие — 2:51
5. В точку — 2:42
6. Голос — 2:36
7. Дневники — 2:36
8. Рай — 3:07
9. Проекция — 2:46
10. Летя на огонь — 4:11
11. На безлюдной войне — 3:00
12. Остановка — 3:09
13. Пепел — 2:49
14. Расстояние — 3:03
15. Неосторожно — 2:54